# Котляр Йосип Соломонович
Йосип Соломонович Котляр (* 12 лютого 1908, м. Бердичів, Житомирська область — † 15 вересня 1962, м. Вільнюс) — єврейський радянський поет. Автор багатьох віршів для дітей та дорослих, деякі з них покладені на музику. Писав на їдиш.
Вчився в хедері, потім в міському училищі. Після революції родина Котляра переїхала до Харкова, де він закінчив педагогічний технікум, а потім єврейське відділення Харківського вчительського інституту. Працював в єврейських газетах і у видавництві. Почав друкуватися в кінці 1920-х рр. в харківських молодіжних виданнях «Юнге гвардіє», «Юнгер бойкланг», «Ройте велт» та ін.
У 1930 році вийшла перша збірка віршів Котляра «Ліхтік гебойрн» («Світле народження», Харків). Його вірші публікувалися в єврейських альманахах і збірках: «Шлахтн» (Харків—Київ, 1932), «Літкомюг» (там же, 1933), «Зай грейт» (Харків, 1934) та інших.
Котляр випустив декілька книг віршів для дітей: «Киндер фун майн ланд» («Діти моєї країни», Харків, 1934), «Гленцндікер ветер» («Чудова погода», Київ—Харків, 1935), «Аф дер фрейліхер гаснув» («На веселій вулиці», 1938) і ін. Дитяча поезія Котляра, разом з віршами Лейба Квітко, була дуже популярна в єврейському середовищі в 1940—50-х роках. У 1939 році вийшла книга вибраної лірики Котляра «Майн велт» («Мій світ», Київ), в якій відбилися складні творчі пошуки поета.
Після Другої світової війни Котляр переїхав у Вільнюс. Випустив збірку віршів «Ойсгелейзте ерд» («Звільнена земля», М., 1948), потім в Москві вийшла перша книга російських перекладів віршів Котляра для дітей під назвою «Ранок». У 1950-х роках виявилося дарування Котляра як поета-пісняра. Котляр — переважно лірик. Його найкращі твори відрізняються народністю, асоціативною образністю. 
Пісні на вірші Котляра виконували Ханна Гузік, Нехама Ліфшиць, Сіді Таль, З. Шульман, Е. Горовець і ін.
У 1961 р. в Москві була видана російською мовою книга перекладів «дорослих» віршів Котляра - «Тихим голосом» (остання прижиттєва книга поета). Переклади віршів Котляра російською мовою увійшли до антології «Радянська єврейська поезія» (М., 1985). Після смерті поета його вірші публікувалися на сторінках журналу «Советіш геймланд» (аж до 1978 р.).
На початку 1970-х рр. сім'я Котляра репатріювалася до Ізраїлю. У 1993 р. у видавництві «І.-Л. Перець — фарлаг» (Т.-А.) була видана книга Котляра «Майн велт» («Мій світ»), в яку включені вибрані вірші Котляра. Пісні на вірші Котляра й досі залишаються в репертуарі єврейських співаків.